# Rhynchodontodes ravulalis
Rhynchodontodes ravulalis är en fjärilsart som beskrevs av Otto Staudinger 1878. Rhynchodontodes ravulalis ingår i släktet Rhynchodontodes och familjen nattflyn. Inga underarter finns listade.